# 챌린저스 (영화)
《챌린저스》(영어: Challengers)는 2024년 개봉한 미국의 로맨틱 스포츠 영화로, 루카 구아다니노가 감독을 맡았다.
2023년 SAG-AFTRA 파업에 대응하여 2023년 9월 최초 출시가 지연된 챌린저스는 2024년 3월 26일 시드니에서 초연되었으며 한 달 후 아마존 MGM 스튜디오에 의해 미국에서 극장 개봉되었다. 이 영화는 전 세계적으로 9,600만 달러의 수익을 올렸으며 비평가들로부터 매우 긍정적인 평가를 받았다. 제82회 골든 글로브 시상식(최우수 영화 – 뮤지컬 또는 코미디 포함)에서 4개 부문 후보에 올라 최우수 오리지널 스코어를 수상했다.

## 줄거리
영화 "챌린저스"는 부상으로 인해 코치가 된 테니스 스타 타시 던컨과 그녀의 전 남자친구이자 하위 리그 테니스 선수인 패트릭 츠바이크, 그리고 그녀의 남편이자 테니스 챔피언인 아트 도널드슨 사이의 13년에 걸친 삼각관계를 다룬 로맨틱 스포츠 드라마이다. 이야기는 아트와 패트릭이 ATP 챌린저 투어에서 맞붙는 결승전을 중심으로 전개된다.
2006년, 주니어 US 오픈 복식에서 우승한 패트릭과 아트는 떠오르는 테니스 스타 타시에게 동시에 매혹된다. 파티에서 만난 세 사람은 키스를 나누지만 타시는 갑자기 관계를 끊고 다음 날 결승전에서 이기는 사람에게 전화번호를 주겠다고 한다. 패트릭이 경기에서 이긴 후, 아트에게 타시와 관계를 가졌음을 신호를 보낸다. 2007년, 타시와 아트는 스탠퍼드 대학교에서 테니스를 하고, 패트릭은 프로 선수로 활동하며 타시와 장거리 연애를 시작한다. 아트와 패트릭은 서로에게 타시가 진지하지 않다고 이야기한다. 타시가 패트릭을 코치하려 하자 둘은 다투고, 타시는 경기 중 ACL 부상을 입는다. 패트릭은 타시를 찾아가지만 타시는 화를 내며 그를 내쫓고, 아트는 타시 편을 들며 패트릭과 절교한다. 타시의 재활을 도우며 그녀의 테니스 경력은 끝나게 된다.
2009년, 타시는 아트와 다시 만나 연인이자 코치 관계가 된다. 2011년, 아트의 커리어는 상승세에 있으며, 타시와 약혼을 하게 된다. 애틀랜타 오픈에서 타시와 패트릭은 다시 만나 하룻밤을 보내고, 아트는 이를 알아챈다. 2019년, 타시와 아트는 부유한 커플이 되어 딸을 키우고 있다. 아트는 US 오픈 타이틀 하나만을 남겨두고 있지만 부상과 나이 때문에 어려움을 겪고 있다. 타시는 아트의 자신감을 되찾기 위해 뉴로셸에서 열리는 챌린저 대회에 그를 출전시킨다. 패트릭도 하위 리그에서 근근이 살아가다 이 대회에 참가하게 된다.
패트릭은 아트에게 마지막 우승 시즌을 위해 코치해달라고 요청하지만 타시는 거절한다. 시합이 진행되면서 아트와 패트릭은 결승에서 맞붙게 된다. 결승전 전날 밤, 패트릭은 아트와 다시 관계를 맺으려 하지만 아트는 거부한다. 아트는 타시에게 은퇴 계획을 이야기하고, 타시는 그 결정을 받아들인다. 그날 밤, 타시는 몰래 패트릭을 만나 아트를 위해 져달라고 부탁한다. 패트릭은 혐오스러워하면서도 동의하고, 둘은 격렬한 언쟁 끝에 관계를 갖는다. 결승전 날, 타시는 아슬아슬한 경기를 지켜본다. 패트릭은 아트를 도발하기 위해 아랫사람의 서브틱을 사용하며 타시와 관계를 가졌음을 신호한다. 충격받은 아트는 패트릭에게 점수를 허용하고, 경기는 타이브레이크까지 이어진다. 타이브레이크 중, 아트는 패트릭과 격렬하게 랠리를 주고받으며 스포츠에 대한 열정을 다시 깨닫는다. 마지막 샷을 시도하다가 패트릭과 부딪히며 포옹하고, 타시는 "멋진 테니스"를 봤다는 듯 환호한다.

## 출연
- 젠데이아 - 타시 덩컨
- 조시 오코너 - 패트릭 즈바이그
- 마이크 파이스트 - 아트 도널드슨
- 다넬 애플링 - 뉴로셸 경기 심판
- 셰인 해리 - 아트의 경호원
- 나다 데스포토비치 - 타시의 어머니
- AJ 리스터 - 릴리 도널드슨
- 나힘 가르시아 - 타시의 아버지
- 제이크 젠슨 - 핀 라슨
- 헤일리 게이츠 - 헬렌

## 기타
- 원래 2023년 9월에 개봉할 예정이었지만, 미국배우조합 파업의 여파로 2024년 4월로 연기되었다. 이와 함께 제80회 베니스 국제 영화제 개막작 선정 또한 취소됐다.[2]